# Maria Immaculata (Bad Kissingen)

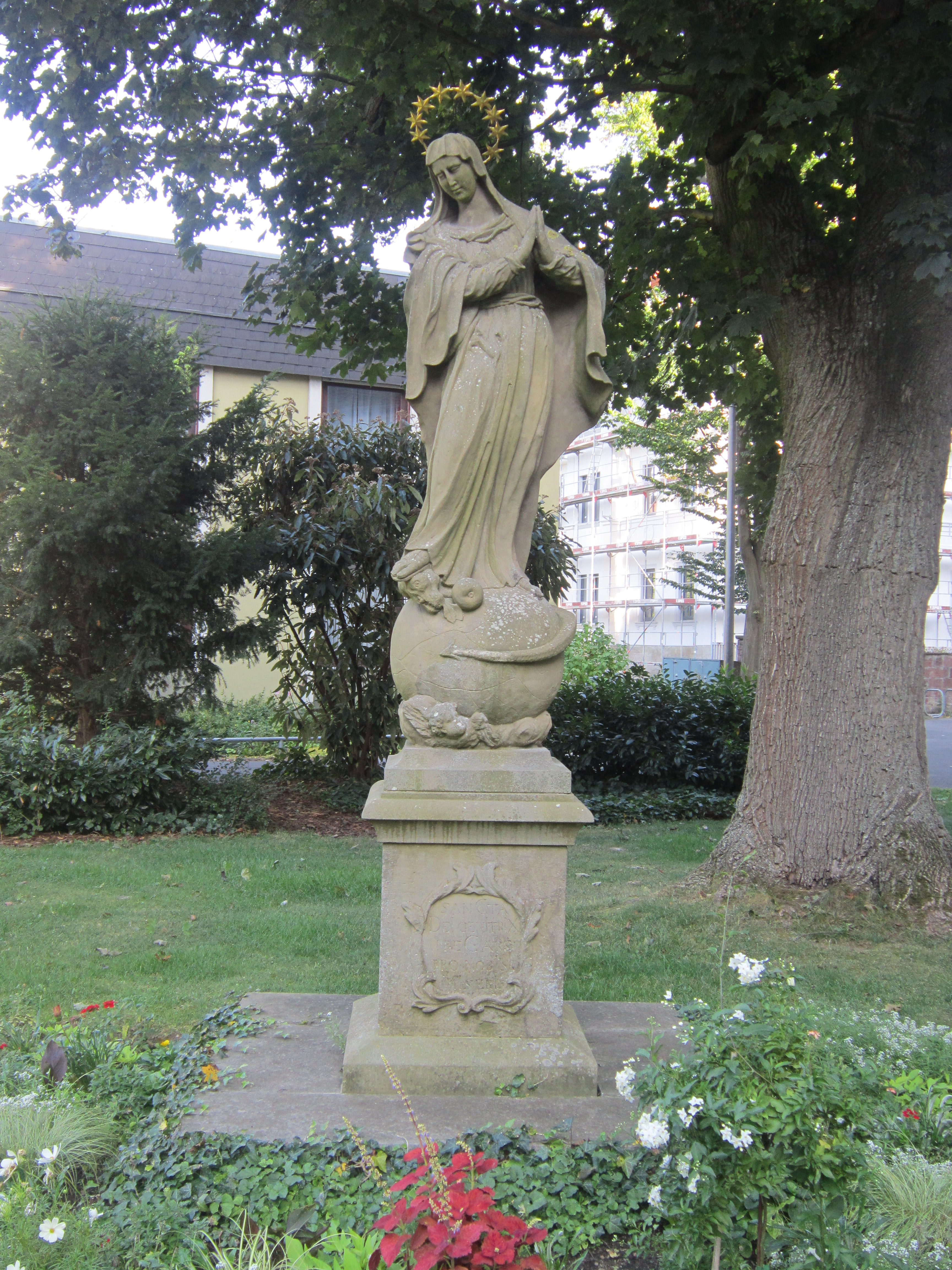
Marienstatue in Bad Kissingen.

Die Maria Immaculata befindet sich in dem im bayerischen Unterfranken gelegenen Kurort Bad Kissingen vor der Herz-Jesu-Stadtpfarrkirche des Ortes. 
Die Statue gehört zu den Bad Kissinger Baudenkmälern und ist unter der Nummer D-6-72-114-110 in der Bayerischen Denkmalliste registriert.

## Geschichte
Die Maria Immaculata besteht aus Sandstein und entstand im Jahr 1716.
Die heutige, am Marienplatz neben der Kirche befindliche Marienfigur stammt aus dem Jahr 1716 und wurde im Jahr 1958 neben der Kirche aufgestellt. Vor 1958 stand hier eine im Jahr 1905 vom Bad Kissinger Bildhauer Valentin Weidner geschaffene Marienfigur; diese befindet sich nun am Kapellenfriedhof.
Die heute neben der Kirche befindliche Marienfigur von 1716 trägt auf dem 1 Meter hohen Sockel mit quadratischem Querschnitt die Inschrift:

„sanCta

DeI genItrIX

preCare

pro nobIs

MIserIs“

Die groß geschriebenen Buchstaben ergeben hierbei als Chronogramm die Datierung auf das Jahr 1716. Auf der Rückseite des Sockels ist die Widmungsinschrift angebracht:

„17.............................16

Diese Bildnuß Hat Gott

und der Allerseligsten

Jungfraw Maria zu Ehren

aufrichten Lassen der Ehr

und achbare Johann Valentin

Anne drezeit gu.a.ch

er alhir und Anna seine hausfr“

Die lebensgroße „Maria Immaculata“-Figur faltet die Hände zum Gebet und zertritt mit ihrem in eine Sandale gekleideten rechten Fuß der Schlange den Kopf. Das Haupt der Muttergottes ist mit einem sternenbesetzten Kranz umgeben. Sie steht auf der Weltkugel mit einem Gewölk, aus dem ein Puttenköpfchen schaut. Im Boden vor dem Denkmal ist eine Lampe montiert, die dieses abends anstrahlt.